# Michaił Szewczenko
Michaił Jewgienjewicz Szewczenko, Mychajło Jewhenowycz Szewczenko (ros. Михаил Евгеньевич Шевченко, ukr. Михайло Євгенович Шевченко, ur. 1906, zm. 1967 w Odessie) – radziecki polityk.

## Życiorys
Od 1928 należał do WKP(b), był partyjnym organizatorem w warsztacie i zakładach metalurgicznych im. Woroszyłowa w Ałczewsku/Woroszyłowsku, później do 1938 I sekretarzem Komitetu Miejskiego KP(b)U w Woroszyłowsku. Od czerwca do września 1938 był zastępcą przewodniczącego, a od września 1938 do stycznia 1940 przewodniczącym Komitetu Wykonawczego Prezydium Rady Najwyższej Ukraińskiej SRR na obwód woroszyłowgradzki, od 7 stycznia 1940 do 1942 był przewodniczącym Komitetu Wykonawczego Woroszyłowgradzkiej Rady Obwodowej, później pracował w Radzie Komisarzy Ludowych Ukraińskiej SRR. 7 lutego 1939 został odznaczony Orderem Lenina.